# Europa (schip, 1911)
De Europa is een Nederlands tallship. De bark met stalen romp doet dienst als opleidingsschip. Het schip wordt gebruikt voor lange zeereizen, waaronder Tall Ships' Races en zeiltochten naar Antarctica en de zuidelijke Atlantische Oceaan. De Europa wordt geëxploiteerd door Rederij Bark Europa te Rotterdam. De thuishaven is Scheveningen.

## Geschiedenis
Het schip werd gebouwd als lichtschip in 1911 bij een scheepswerf in Hamburg en heette oorspronkelijk Senator Brockes, naar Barthold Heinrich Brockes. Tot 1977 was het schip in dienst van de Duitse kustwacht op de Elbe. In 1985 werden de restanten van het schip opgekocht door een Nederlandse koper, die het weer doorverkocht aan de huidige eigenaar. Het schip werd in Amsterdam omgebouwd tot zeilschip en in 1994 omgedoopt tot Europa. Naast een bemanning van 16 is er plek voor maximaal 48 trainees.
In 2003 rondde het schip voor het eerst Kaap Hoorn. In 2010 nam het deel aan Velas Sudamerica 2010, een tallship-evenement om het 200-jarig jubileum van de onfhankelijkheid van Argentinië en Chili te markeren.
In 2013-2014 zeilde de Europa de wereld rond. Samen met twee andere Nederlandse tallships, de Tecla en de Oosterschelde, zeilde de Europa van Zuid-Afrika naar Mauritius, Australië en Nieuw-Zeeland. In oktober-december 2013 passeerde de Europa nogmaals Kaap Hoorn. De reis rond de wereld werd volbracht in juni 2014, toen het schip aankwam in Amsterdam.
In juli 2014 vertrok de Europa vanuit Harlingen om deel te nemen aan de Tall Ships' Race. In 2015 nam het schip deel aan Sail Amsterdam.
Door de vele reisbeperkingen van de coronapandemie bleek het in maart 2020 onmogelijk de geplande reisprogramma rondom Antarctica voort te zetten. Het schip was in de haven van Ushuaia in een veertiendaagse quarantaine gezet. De bemanning kon niet van boord en vervangen worden door een ingevlogen bemanning (ook door het gesloten vliegverkeer). Daarnaast zijn haast alle havens gesloten voor rondvarende passagiersschepen. Er werd besloten om met de bemanning van 18 man non-stop terug te zeilen naar Nederland. Gezien dat er onderweg geen brandstof bijgetankt kan worden zal er vrijwel uitsluitend gezeild worden. Het schip is vertrokken op 27 maart 2020. Na iets meer dan tachtig dagen non-stop zeilen kwam het schip aan in Scheveningen op 16 juni.

## Afbeeldingen

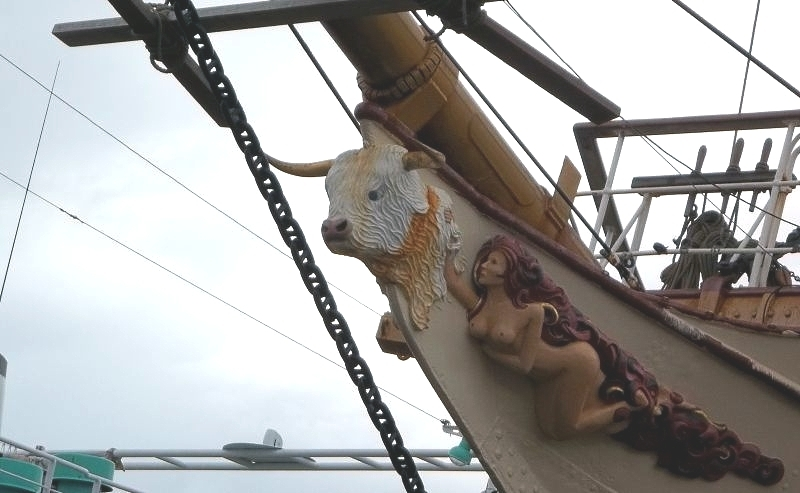
Boegbeeld met Europa en de stier
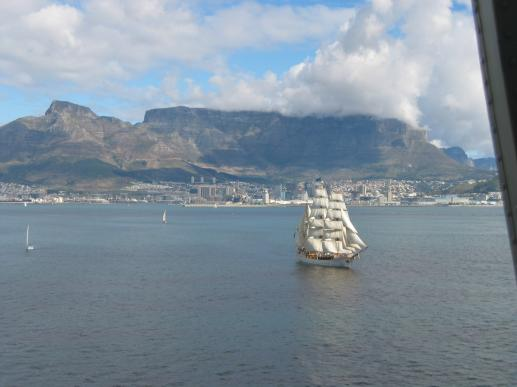
De Europa zeilt langs de Tafelberg in 2004
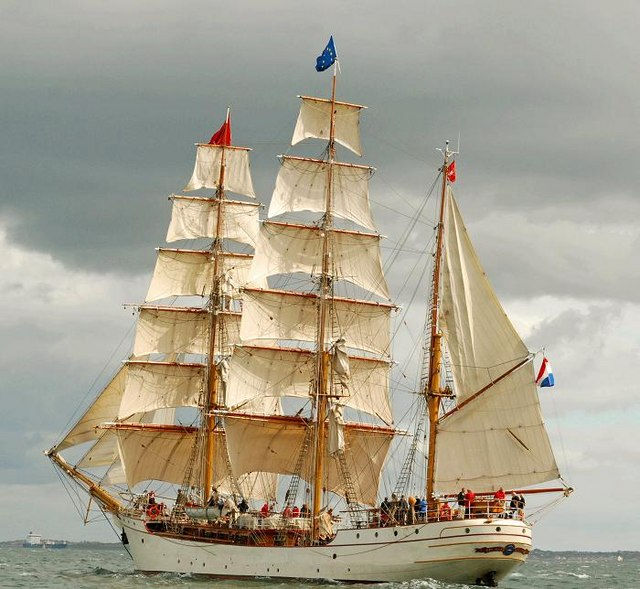
De Europa bij Belfast in 2009
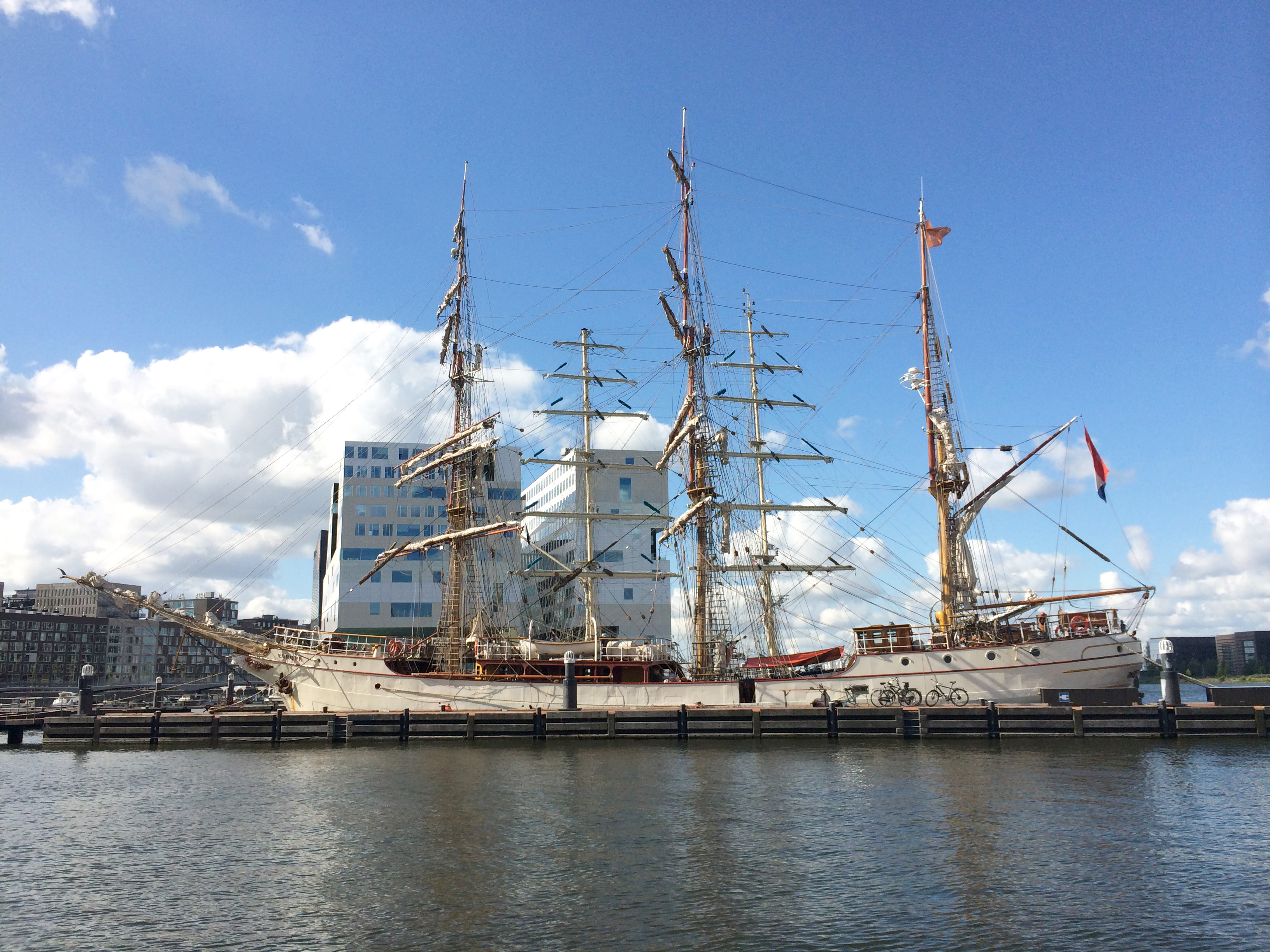
De Europa in de haven van Amsterdam in 2014